# 46e congrès de la Confédération générale du travail
Le 46e congrès de la Confédération générale du travail, se tient du 31 janvier au 5 février 1999, à Strasbourg.

## Contexte
- janvier 1997, décès de Michelle Commergnat.
- 12-13 mars 1997, réunion du CCN : élection de deux nouveaux membres au bureau confédéral: Jacqueline Lazare, et Bernard Thibault, le leader emblématique du mouvement de grèves de l'automne 1995.

Le départ de Louis Viannet, âgé de 66 ans, donne lieu à son remplacement.

## Votants
Le Congrès compte 1001 délégués dont 924 actifs. 72 % d'hommes, 28 % de femmes (277). 40 % des délégués sont dans le secteur privé. 191 délégués sont affiliés à l'Ugict-CGT. L'âge moyen des congressistes est : 42 ans. La centrale syndicale annonce 654 000 adhérents, dont 146 000 retraités. 466 320 de ces syndiqués sont représentés au Congrès, issus de 15 476 syndicats ou sections syndicales.

## Vote du document d'orientation
Le rapport d'orientation est voté par 83,8 % des délégués contre 10,5 % et 5,6 % d'abstentions. Un changement dans les modalités des cotisations syndicales est adopté par 72,6 % des voix, contre 22 %, et 5,3 % d'abstentions.

## Renouvellement du bureau
L'élection de Bernard Thibault, âgé de 40 ans, au secrétariat général est acquise très largement : lors du vote des membres de la CE (Commission exécutive) 446 863 voix se portent sur son nom, pour 458 838 votants. Le bureau confédéral de 17 membres est presque composé à parité femmes - hommes : 8 femmes, 9 hommes. Plusieurs membres du bureau confédéral gardent leurs responsabilités dans leur fédération ou Union départementale.
- - Bernard Thibault, secrétaire général, 40 ans, ouvrier SNCF
  - Lydia Brovelli, 49 ans, cadre dans les Assurances, membre du Conseil économique et social
  - Françoise Daphnis, 38 ans, technicienne d'une collectivité territorial (Nord-Pas-de-Calais)
  - Gérard Delahaye, 49 ans, cadre dans une banque, secrétaire général de l'Ugict-CGT
  - Philippe Detrez, 44 ans, professeur en lycée technique, secrétaire général de l'UD CGT du Nord
  - Maryse Dumas, 46 ans, cadre à La Poste (Fédération des Activités postales et de télécommunications)
  - Jean-Louis Fournier, 51 ans, ouvrier chez Renault, secrétaire général de la Fédération CGT de la Métallurgie.
  - Jacqueline Garcia, 39 ans, caissière d'hypermarché, secrétaire générale de la Fédération CGT du Commerce
  - Alain Guinot, 48 ans, ouvrier d'imprimerie (Chaix) (UD CGT des Hauts-de-Seine)
  - Maïté Lassalle, 35 ans, employée de médiathèque (Fédération CGT des Services publics)
  - Jacqueline Lazard, 41 ans, employée EDF (Rhône)
  - Jean-Christophe Le Duigou, 51 ans, inspecteur des impôts (Paris) (Fédération Cgt des Finances)
  - Jean-François Perraud, 40 ans, technicien d'une entreprise chimique (Rhône-Poulenc de Vitry-sur-Seine)
  - Daniel Prada, 48 ans, employé de Caisse de Sécurité sociale (Seine-Saint-Denis)
  - Nadine Prigent, 40 ans, infirmière de l'Assistance publique (Fédération Cgt Santé et action sociale)
  - Christine Puthod, 47 ans, manipulatrice radio, secrétaire générale de l'UD CGT du Rhône)
  - Pierre-Jean Rozet, 39 ans, employé de mairie (Givors, Rhône)